# Alastair Heathcote
Alastair Heathcote (* 18. August 1977 in Athen) ist ein ehemaliger britischer Ruderer.

## Karriere
Heathcote begann auf dem Eton College mit dem Rudersport. Nach einem Jahr als Schafscherer in Neuseeland nahm er sein Studium an der Newcastle University auf und begann dort wieder mit dem Rudersport. Nach seinem Studium schloss sich Heathcote der British Army an.
2007 rückte er in den britischen Achter. Nachdem der britische Achter im Ruder-Weltcup die Plätze fünf, drei und vier belegt hatte, gewann er die Bronzemedaille bei den Weltmeisterschaften in München. Im britischen Achter ruderten in München Tom James, Tom Stallard, Tom Lucy, Tom Solesbury, Josh West, Richard Egington, Robin Bourne-Taylor, Alastair Heathcote und Steuermann Acer Nethercott.
2008 belegte Heathcote mit dem Achter einmal den dritten und einmal den ersten Platz. Bei den Olympischen Spielen 2008 in Peking bildeten Alex Partridge, Tom Stallard, Tom Lucy, Richard Egington, Josh West, Alastair Heathcote, Matt Langridge, Colin Smith und Acer Nethercott den britischen Achter. Die Briten gewannen ihren Vorlauf und erkämpften im Finale die Silbermedaille hinter den Kanadiern und vor dem Achter aus den Vereinigten Staaten.